# سولوپنم
سولوپنم (انگلیسی: Sulopenem) یک مشتق آنتی‌بیوتیک تیوپنم از خانواده پنم است که برخلاف بیشتر داروهای مرتبط، به صورت خوراکی فعال است. این دارو در دهه ۱۹۹۰ میلادی در ژاپن توسعه یافت و برای درمان عفونت‌های دستگاه ادراری بدون عارضه در ترکیب با پروبنسید (نام تجاری: Orlynvah) تأیید شده است. این دارو در چندین مورد به مرحله سوم آزمایش‌های بالینی رسیده است و همچنان موضوع تحقیقات مداوم در مورد کاربردهای بالقوه، به ویژه در درمان عفونت‌های دستگاه ادراری مقاوم به چندین دارو، می‌باشد.